# Toxonevra superba
Toxonevra superba är en tvåvingeart som först beskrevs av Friedrich Hermann Loew 1861.  Toxonevra superba ingår i släktet Toxonevra och familjen prickflugor. Inga underarter finns listade i Catalogue of Life.